# Teretriosoma festivum
Teretriosoma festivum är en skalbaggsart som beskrevs av Lewis 1879. Teretriosoma festivum ingår i släktet Teretriosoma och familjen stumpbaggar. Inga underarter finns listade i Catalogue of Life.